# Cevennerna
Cevennerna, franska Cévennes, är en bergskedja i södra Frankrike. Högsta punkten är den utslocknade vulkanen Mont Mézenc (1699 m).
Asteroiden 1333 Cevenola har fått sitt namn efter bergskedjan.
Cevennerna är en del av Centralmassivet. De äldsta strukturerna är ungefär 550 miljoner år gamla. Under mesozoikum hamnade regionen under havsytan och det bildades ett kalkskikt på ovansidan. Under tertiär för cirka 60 miljoner år sedan bildades Alperna och Pyrenéerna vad som medförde sprickor och vulkanism i Cevennerna. Sprickorna har vanligen en nord-sydlig rikning och de fylldes delvis med sediment. För ungefär 2 miljoner år sedan rörde sig bergskedjan igen vad som medförde flera förkastningar.
Vegetationen är varierande på grund av höjdskillader av ungefär 1500 meter mellan bergstoppar och dalgångar. I delar som ligger nära Medelhavet odlas vindruvor, oliver, mandel och olika frukter. Typisk är dessutom oleander, kermesek och stenek. Ofta påträffas vegetationstypen garrigue.